# Hautes-Pyrénées
Hautes-Pyrénées (oksitansko/gaskonjsko Hauts Pirenèus/los Nauts Pirenèus; špansko: Altos Pirineos; katalonsko: Alts Pirineus; oznaka 65) je francoski departma ob  meji s Španijo, imenovan po Pirenejih. Nahaja se v francoski regiji Oksitaniji (nekdanja regija Jug-Pireneji).

## Zgodovina
Departma je bil ustanovljen v času francoske revolucije 4. marca 1790 iz dela nekdanje province Gaskonje.

## Geografija
Hautes-Pyrénées (Visoki Pireneji) ležijo na jugozahodu regije Jug-Pireneji. Na severu mejijo na departma Gers, na vzhodu na Zgornjo Garono, na zahodu na departma regije Akvitanije Pireneji - Atlantik, medtem ko na jugu mejijo na špansko provinco Huesca.